# Sarah (Bible)
Cette page contient des caractères spéciaux ou non latins. S’ils s’affichent mal (▯, ?, etc.), consultez la page d’aide Unicode.
Pour les articles homonymes, voir Sarah.
Sarah, intialement Saraï (hébreu : שָׂרָה  et שָׂרַי « princesse »), est un personnage du livre de la Genèse.
Épouse d'Abraham réputée pour sa beauté, mère d'Isaac à un âge avancé, rivale de sa servante Agar et de son fils Ismaël, elle est une figure majeure des religions abrahamiques et compte au nombre des quatre matriarches bibliques.
La tradition rabbinique, qui l'assimile à Yiska et en fait une nièce d'Abraham, la considère comme une prophétesse supérieure à ce dernier et loue tant sa beauté que son hospitalité. 

## Récit biblique

### Genèse
Saraï est mentionnée pour la première fois dans le chapitre 11 de la Genèse où elle est présentée comme l'épouse d'Abram, fils de Terah, sans que le texte ne lui attribue ni origine ni parenté précises : 

« 29 Abram et Nahor prirent des femmes : la femme d'Abram se nommait Saraï, et la femme de Nahor était Milka, fille d'Haran, père de Milka et père de Yiska. 30 Saraï était stérile : elle n'avait pas d'enfant. 31 Térah prit son fils Abram, son petit-fils Lot, fils d'Haran, et sa belle-fille Saraï, femme d'Abram, son fils. Ils quittèrent ensemble d'Our-des-Chaldéens pour se rendre en Canaan. »

Dans les chapitres suivants, elle apparaît dans le cadre des tribulations de son époux voyageant avec lui à Harran (Gn 11:31) et vers la terre de Canaan (Gn 12:5), puis en Égypte (Gn 12:11-20), demeurant à ses côtés lorsqu'il se sépare de Lot (Gen. 13) puis durant les guerres impliquant celui-ci (Gn. 14). 
Il faut attendre le seizième chapitre pour que Saraï prenne une part active aux évènements : afin de pallier son infertilité, Saraï propose à Abram d'avoir des relations intimes avec sa servante égyptienne Hagar afin qu'elle lui donne un enfant, qu'elle pourrait considérer comme sa propre descendance. Mais une fois enceinte, la servante se rebiffe et Saraï la traite en retour si durement qu'Hagar est expulsée dans le désert, où YHWV lui enjoint de retourner se soumettre à sa maîtresse. La servante enfante alors d'Ismaël (« Dieu entend »). 
Alors qu'Abram et Saraï, âgés respectivement de 100 et 90 ans, sont devenus bien trop vieux pour avoir des enfants, YHVW réitère la promesse faite de descendance (Gn 17), changeant le nom d'Abram en Abraham et celui de Saraï en Sara(h), lui promettant sa bénédiction et une destinée spéciale :  

« 15 (…) Quant à ta femme, tu ne l'appelleras plus du nom de Saraï : son nom sera Sara. 16 Je la bénirai : d'elle aussi je te donnerai un fils; je la bénirai, et elle deviendra des nations ; les rois de plusieurs peuples sortirons d'elle.(...) 19 C'est Sara, ta femme, qui va te donner un fils ; tu l'appelleras du nom d'Isaac. J'établirai mon alliance avec lui comme une alliance perpétuelle pour sa descendance après lui (…) 21 celui que Sara te donnera l'année prochaine à cette époque-ci. »

À cette nouvelle, la réaction d'Abraham est de rire (Gn 17:17), une réaction similaire s'emparant de Sarah lorsqu'elle entend plus tard à son tour de la bouche de mystérieux visiteurs venus informer Abraham qu'elle donnera naissance à un fils (Gn 18:1-15). C'est pourquoi lorsque l'héritier tant attendu voit le jour (Gn 21), il est prénommé Isaac, ce qui signifie « rire ». Ensuite, Sarah la matriarche, voyant Ismaël le fils d'Hagar jouer avec le jeune Isaac, en prend ombrage et, entendant protéger l'héritage de ce dernier qu'elle se refuse de voir partagé, fait chasser sa servante et son fils au désert. Elle est soutenue dans sa démarche par YHWV auprès d'un Abraham réticent, enjoignant à ce dernier d'écouter tout ce que lui dira Sarah (Gn 21:12) « car c'est par Isaac que viendra ce qui sera appelé [sa] descendance descendance qui te sera propre ». 
Sarah meurt à l'âge de 127 ans à Qiriath-Arba, « c'est-à-dire Hébron en Canaan » (Gn 23), et Abraham achète au Hittite Héphron la grotte de Makpéla, ainsi que les champs avoisinant, où il établit le tombeau de son épouse, assurant en outre à sa descendance un lieu de sépulture en terre de Canaan. Après la mort de Sarah, Abraham prend une autre épouse, Ketourah (Gn 25:1) tandis que c'est en épousant Rébecca (Gn 24:67) qu'Isaac trouve du réconfort après la mort de sa mère. 
En dehors de la Genèse, Sarah n'est plus mentionnée qu'à une seule reprise dans la bible hébraïque, dans le livre d'Isaïe (Is 51:2) en tant qu'ancêtre du peuple d'Israël.

#### «Sœur» d'Abram

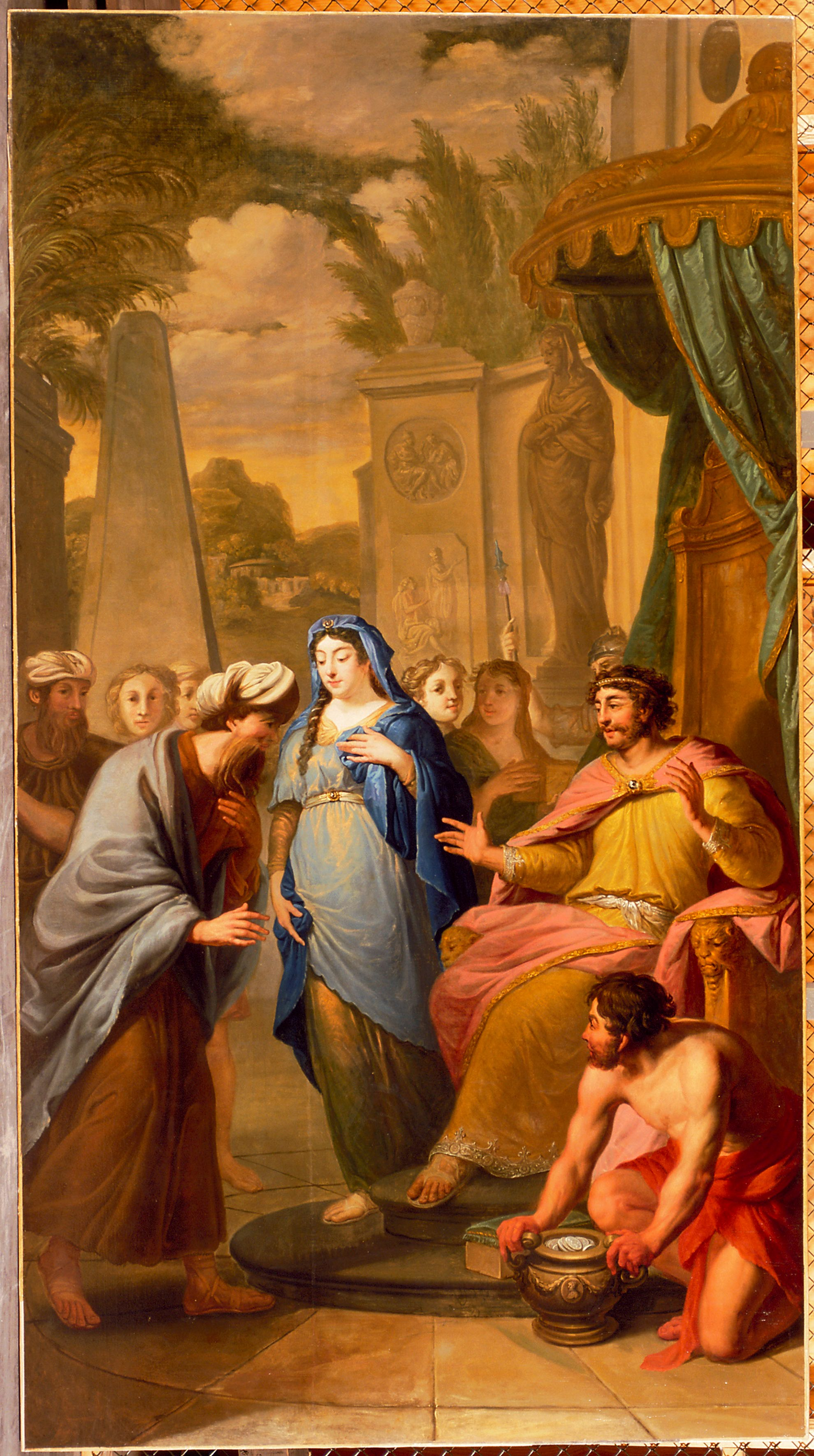
Abimélech restituant Sarah à Abraham, huile sur toile d'Elias van Nijmege, 1731, Musée de Rotterdam.

Les auteurs de la Genèse ne mentionnent pas le nom des parents, la généalogie ou le pays d'origine de Saraï, lui confèrent seulement la qualité d'épouse d'Abraham. En outre, si elle est présentée en Genèse 20:12 comme la demi-sœur d'Abraham, fille de son père Térah mais pas de sa mère, cette information est difficile à concilier avec le passage Genèse 11:31, issue d'une autre source documentaire, qui identifie Sarah comme la belle-fille de Térah.  
Quoi qu'il en soit, dans deux épisodes, et pour des raisons discutées par les exégètes, Abraham, au prétexte que sa propre vie soit préservée, demande à son épouse de se faire passer pour sa sœur et la présente comme telle. 
Dans un premier épisode, poussé par la famine, Abram quitte le pays de Canaan avec sa maisonnée pour se rendre en Égypte. Sachant que Saraï est d'une grande beauté et craignant que le Pharaon ne le tue pour être avec elle, Abram demande à Saraï de dire au pharaon qu'elle est sa sœur, afin d'être bien traité. Le pharaon emmène Saraï dans son palais pour la prendre pour femme et offre de nombreux cadeaux et marques de distinction à Abram. Mais quand il se rend compte que la malédiction est tombée sur sa maison parce que Saraï est l'épouse d'Abram, il exige qu'ils quittent l'Égypte sur le champ.
Plus tard, dans un épisode parallèle au précédent, Abraham et Sarah se déplacent à nouveau vers le sud, au pays philistin de Guérar. Là, Abraham dit de nouveau que Sarah est sa sœur, de nouveau Sarah est emmenée à la maison du roi Abimélech et de nouveau, Dieu punit le roi et sa maison. Cette fois, Dieu envoie un avertissement sous forme de rêve à Abimelech, qui l'empêche de toucher à Sarah. Ce dernier rend Sarah à Abraham et leur donne des cadeaux.
Ces épisodes ont donné lieu à bien des interprétations sur les liens unissant Sara et Abraham au-delà de leur union matrimoniale. 

### Nouveau Testament
Le traitement le plus approfondi de Sarah dans le Nouveau Testament, bien qu'elle n'y soit pas nommée, se trouve dans l'Épitre aux Galates (4:21-31) rédigé par Paul de Tarse. Ce dernier utilise Sarah et Agar comme figures allégoriques pour prédire le remplacement du judaïsme par le christianisme :  représentée par « la femme libre » (Sarah), la nouvelle alliance promise à ceux qui ont foi en Jésus-Christ s'oppose à l'ancienne alliance de la loi au Sinaï, représentée Hagar, la « femme esclave ».  
Ailleurs, l'auteur de la première épître de Pierre (3:5-6) présente Sarah comme un modèle pour les femmes d'acceptation de l'autorité de leurs maris : « 5 Ainsi se paraient autrefois les saintes femmes qui espéraient en Dieu, soumises à leurs maris, 6 comme Sara, qui obéissait à Abraham et l'appelait son seigneur ». Enfin, deux passages tirés de l'Épître aux Romains et un de l'Épître aux Hébreux rappellent en mentionnant Sarah la foi d'Abraham dans la promesse que Dieu lui a faite.

## Exégèses

### Son nom

#### Étymologie
Selon la plupart des chercheurs contemporains, Saraï (שָׂרַי) et Sarah (שָׂרָה) proviennent de la même racine SRR, les deux signifiant « princesse » ou « femme importante ». Il est possible que le terme soit lié à l'akkadien Šārrat qui est l'une des désignations de la déesse assyrienne de la lune Ishtar. Le mot hébraïque שר (sar) est connu dans d'autres langues sémitiques telles que šarru en akkadien, la racine šr signifiant « prince », « roi » ou « souverain » dans les langues sémitiques du Nord-Ouest, avec une connotation positive. La théorie d'un glissement sémantique depuis « ma princesse » vers « princesse » parfois évoquée n'a pas de fondement linguistiques, les deux graphies Saraï et Sarah ne constituant qu'une variante orthographique.

#### Midrash
Les sages juifs ont proposé plusieurs explications midrashiques pour son changement de nom de Saraï à Sarah, par exemple qu'elle a obtenu le remplacement de la petite lettre י / yod (à la fin de Saraï) par la plus grande lettre ה / He (à la fin de Sarah) en raison de ses bonnes actions.

## Tradition juive

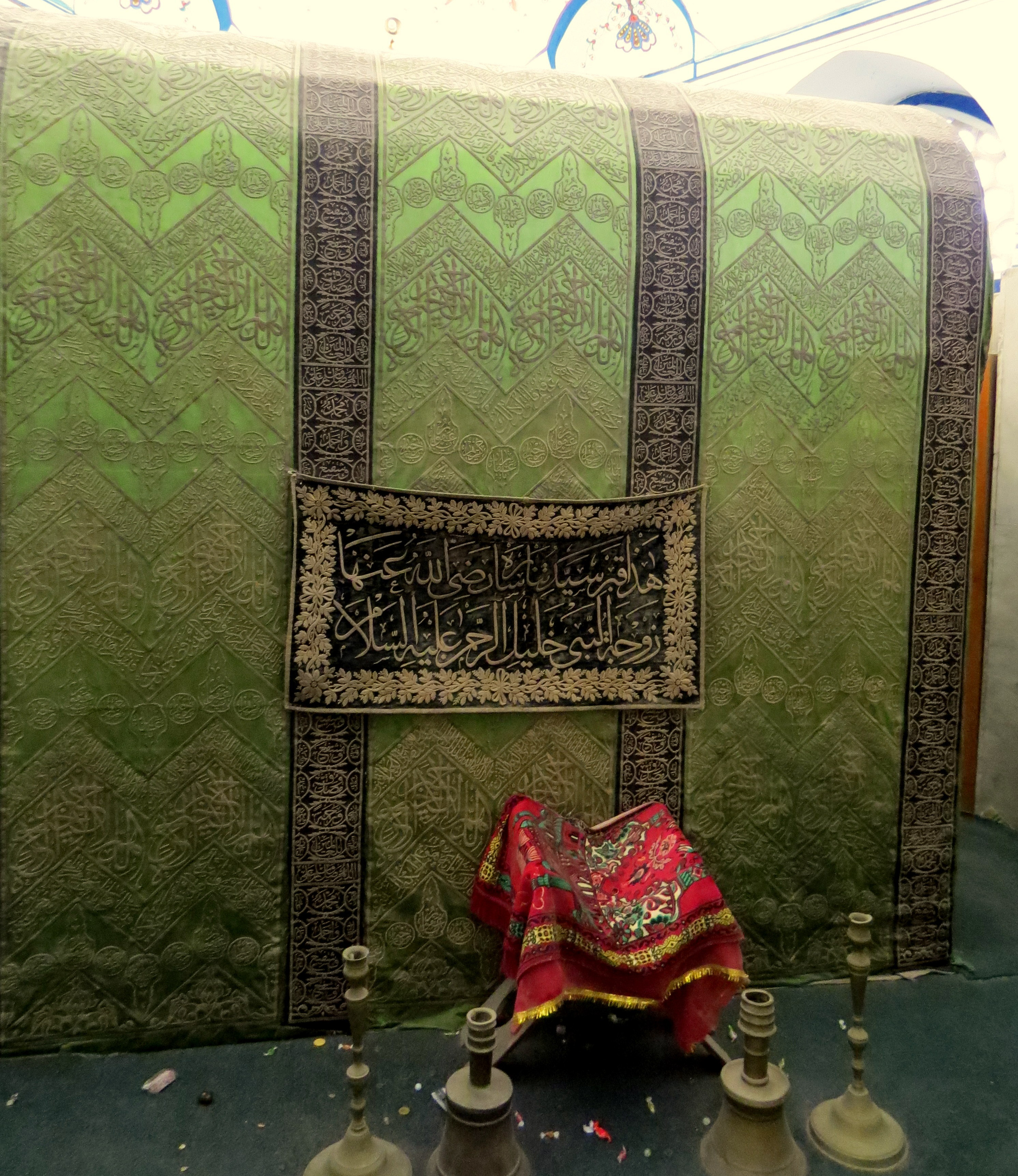
Cénotaphe de Sarah dans le Caveau des Patriarches à Hébron.

### Aggada
Les commentaires et enseignements rabbiniques de la aggada concernant Sarah l'identifient à Yiska ou Iscah (Gn 11:29), fille d'Haran, en faisant donc la nièce d'Abraham et développent ses qualités pour un faire un personnage important, insistant sur sa grande beauté, ses dons de prophétesse et son hospitalité, sans qu'elle soit exempte de certains reproches. 
Par ailleurs, l'identification par Abraham comme « la fille de son père » en Gn 20:12 est expliquée par certains commentateurs comme signifiant en réalité « la petite-fille de son père ». Cette explication fait de Sarah, fille de Haran, la petite-fille de Terah, la nièce d'Abraham et de Nahor (et sa belle-sœur), la sœur de Loth et Milka ainsi que la cousine germaine de Bethuel. 

#### Yiska
Les rabbins expliquent en effet que le nom « Yiska » provient du verbe sakkah (« regarder », « discerner ») car Sarah voit par inspiration divine et possède ainsi le don de prophétie, ce qui lui permet de regarder « avec les yeux de la vision » grâce à l'Esprit Saint. Ses dons prophétiques sont même considérés comme supérieurs à ceux d'Abraham et elle est ainsi comptée au premier rang des sept prophétesses (nevia) avec Myriam, Déborah, Hannah, Abigaïl, Houldah et Esther. Lorsque le couple est encore à Haran, Abraham convertit les hommes mais c'est Sarah qui convertit les femmes.   
Les commentateurs du Meguillah expliquent également que le nom « Yiska » provient du fait que tous contemplent (sokhin) sa beauté, une beauté qu'elle conserve, suivant le Bereshit Rabba tout au long de ses périples jusque dans sa vieillesse. Cette beauté est si resplendissante que même la belle Abisag n'atteint pas la moitié de l'attrait de Sarah et que, selon le Bava Batra, « toutes les autres personnes ressembl[ent] à des singes en comparaison ». En outre, son hospitalité est soulignée par le Bereshit Rabba qui raconte comment « les portes de sa maison étaient toujours hospitalièrement ouvertes ; sa pâte augmentait miraculeusement ; une lumière brûlait du vendredi soir au vendredi soir; et un pilier de nuée divine reposait au-dessus de sa tente ».   

#### Pharaon
Les commentaires rabbiniques développent également quelques explications autour de l'épisode en Égypte. Abraham aurait caché Sarah dans une malle de peur qu'elle ne soit ravie par les Égyptiens mais le subterfuge est découvert par les fonctionnaires des douanes. Le Pharaon, épris de Sarah, lui offre la terre de Goshen pour ses descendants, le Pirqé de-Rabbi Éliézer justifiant de la sorte la présence d'Israélites. Lorsqu'un ange intervient pour fouetter le Pharaon à la suite des prières de Sarah pour que Dieu la délivre, impressionné par cette faveur divine, le souverain égyptien donne a Sarah sa propre fille Hagar comme servante. 

#### Maternité
Le Bereshit Rabba explique que le changement du nom de Saraï en Sarah la fait passer  d'une « princesse pour son propre peuple » à une  « princesse pour toute l'humanité ». et qu'après ce changement, sa jeunesse et sa nubilité sont restaurées par miracle ce qui lui permet de donner naissance à Isaac. Pour couper court aux rumeurs qui prétendent que Sarah et Abraham ont adopté un enfant trouvé, le patriarche organise un banquet y invitant de nombreuses femmes avec leurs nourrissons, nourrissons que Sarah allaite tous, convainquant ainsi les invités qu'elle est bien la mère de l'enfant. D'autres rumeurs affirment également qu'Abimélech est le père d'Isaac, mais la ressemblance frappante de celui-ci avec son père y coupe court. La dureté de Sarah envers Ismaël est justifiée par le fait qu'elle l'aurait vu commettre l'idolâtrie, le viol et le meurtre, mais sa propension à discuter avec Abraham des méfaits de Hagar lui font  retrancher 48 années de vie alors qu'elle aurait dû atteindre 175 ans comme son époux.   

#### Mort
Selon les rabbins, la mort de Sarah est causée par le choc d'apprendre le sacrifice d'Isaac (Akedah), une nouvelle qui lui est portée par Satan, ou, selon une autre version, par Isaac lui-même qui, de retour, lui raconte l'événement. Enfin, le Bereshit Rabba raconte que les habitants d'Hébron ayant fermé leurs commerces par respect pour sa mémoire ont vu en récompense leur vie prolongée de 38 ans, afin d'assister aux obsèques d'Abraham. 

### Autres commentateurs
Rachi explique que la Torah écrit « La vie de Sarah fut de cent ans, vingt ans et sept ans » parce que Sarah est « aussi belle à 100 ans qu’à 20 ans et qu’à 7 ans ».
Selon Moïse Maïmonide , tout comme les convertis au judaïsme doivent se considérer comme des descendants d'Abraham, Sarah est également considérée comme la mère de tout converti au judaïsme. Il est dit qu'au cours de leurs voyages, Abraham convertit les hommes et Sarah les femmes ; selon le Zohar, ils préparaient aussi un lieu d'immersion à cet effet.
Sarah est considérée comme la matriarche (« Sarah imenou »), la mère des enfants d'Israël, du peuple juif, la première des quatre aïeules (avant Rébecca, Rachel et Léah) et également la première des sept prophétesses d'Israël. Elle est un modèle à imiter.
Selon la tradition juive, la grotte de Makpéla où Sarah est enterrée (avec d'autres personnages importants de la Bible), est située au tombeau des Patriarches à Hébron, qui est un lieu saint du judaïsme.

### Liturgie juive
Hayei Sarah (hébreu : חיי שרה, « la vie de Sarah ») est la cinquième parasha (section hebdomadaire) du cycle annuel juif de lecture publique de la Torah. Les Juifs de la Diaspora la lisent le cinquième Shabbat après la fête de Sim'hat Torah, ayant généralement lieu en novembre.
Elle est constituée du texte de Genèse 23:1 à 25:18. 

## Récit islamique
Dans l'islam, Sarah (arabe : سارة, Sarah) est la première femme du prophète Ibrahim (Abraham) et la mère d'Ishaq (Isaac). C'est une femme honorée par sa foi ; mais comme pour Agar, son nom n'est pas mentionné directement dans le Coran qui y fait référence via l'histoire d'Abraham. Elle vécut avec Ibrahim pendant toute sa vie et, bien qu'elle fût stérile, Dieu lui promit la naissance prophétique d'un fils Ishaq et d'un petit-fils du nom de Ya`qoûb (Jacob).
Sarah et Ibrahim n'avaient eu encore aucun enfant. Ibrahim pria constamment Dieu pour avoir un fils. Sarah lui donna sa servante égyptienne, Hajar (Agar) afin qu'Ibrahim la prenne comme seconde épouse. Agar porta Isma`îl (Ismaël) alors qu'Ibrahim avait 86 ans, enfant destiné à devenir également prophète.
Treize ans plus tard, Dieu annonça à Ibrahim, maintenant centenaire, que Sarah, malgré sa stérilité, allait donner naissance au second fils d'Ibrahim, du nom d'Ishaq, qui deviendrait également un prophète de Dieu. De même, le Coran cite le moment où Sara rit lorsque des anges lui annoncent la naissance d'Ishaq dont le nom arabe peut être tiré de la racine « rire » et signifierait « elle a ri ».

« 69. Et Nos émissaires sont, certes, venus à Abraham avec la bonne nouvelle, en disant : « Salam ! » Il dit : « Salam ! », et il ne tarda pas à apporter un veau rôti.
70. Puis, lorsqu’il vit que leurs mains ne l’approchaient pas, il fut pris de suspicion à leur égard et ressentit de la peur vis-à-vis d’eux. Ils dirent : « N’aie pas peur, nous sommes envoyés au peuple de Lot ».
71. Sa femme était debout, et elle rit alors ; Nous lui annonçâmes donc (la naissance d’) Isaac, et après Isaac, Jacob.
72. Elle dit : « Malheur à moi ! Vais-je enfanter alors que je suis vieille et que mon mari, que voici, est un vieillard ? C’est là vraiment une chose étrange ! » »

— Coran 11:69-72.

## Arbre généalogique
Sarah est la nièce d'Abraham.
- Terah
  - Abraham
    - Isaac, fils d'Abraham et de Sarah, marié à Rébecca
      - Esaü
      - Jacob

    - Ismaël, fils d'Abraham et d'Agar

  - Nahor, marié à sa nièce Milka
    - Outs
    - Bouz
    - Qemouël
    - Késed
    - Hazo
    - Pildash
    - Yidlaph
    - Betouel
      - Laban
      - Rébecca, mariée à Isaac

  - Haran
    - Loth, marié à Idit
    - Milka, mariée à son oncle Nahor
    - ? Sarah, mariée à Abraham

## Fêtes
Sarah est fêtée le 1er septembre dans l'Église catholique,  le 19 août dans l'Église copte orthodoxe, le 20 janvier dans l'Église luthérienne - Synode du Missouri,  et les 12 et 20 décembre dans l' Église orthodoxe orientale. 

## Postérité

### Peinture
- Maarten van Heemskerck, Sarah écoutant les Anges, Spaightwood Galleries, fin du XVIe siècle, Upton (Massachusetts).
- Adriaen van der Werff, Sarah présentant Hagar à Abraham, 1699.
- Adriaen van der Werff, Sarah figure à gauche dans le tableau L'expulsion d'Hagar.
- Pierre Paul Rubens, Sarah figure dans le tableau Hagar quitte la maison d'Abraham, 1615-1617.
- Jan Victors, Sarah observe la scène dans L'expulsion d'Hagar, vers 1635.
- Giovanni Battista Tiepolo, Sarah figure dans l'œuvre L'expulsion d'Hagar, 1719.
- Le Guerchin (Giovanni Francesco Barbieri), Sara est représentée de dos dans l'œuvre Abraham chassant Hagar et Ismael, 1657.
- Le Lorrain, tableau paysager Abraham chassant Hagar et Ishmael, 1668. Sarah observe la scène du haut du balcon en haut à gauche.
- Charles André van Loo, Sarah présentant Hagar à Abraham, tableau interprété en gravure par Louis Desplaces.

### Littérature
- Marek Halter, Sarah (La Bible au féminin, Tome 1), 2004.

### Versets
1. 1 2  Gn 11. 31
2. ↑  Gn 12. 5
3. ↑  Gn 12. 11-20
4. ↑  Gn 13
5. ↑  Gn 14
6. ↑  Gn 17
7. ↑  Gn 17. 17
8. ↑  Gn 18. 1-15
9. ↑  Gn 21
10. ↑  Gn 21. 12
11. ↑  Gn 23
12. ↑  Gn 25. 1
13. ↑  Gn 24. 67
14. ↑  Is 51. 2
15. ↑  Gn 20. 12
16. ↑  En Genèse 12:10 à 13:1, lors de la rencontre avec Pharaon, roi d'Égypte, et Genèse 20, lors de la rencontre avec Abimélec, roi des Philistins.
17. ↑  Gn 12. 11-13
18. ↑  Gn 12. 14-17
19. ↑  Gn 12. 18-20
20. ↑  Gn 20
21. ↑  Gal 4. 21-31
22. ↑  1P 3. 5-6
23. ↑  Rom 4. 19 et Rom 9. 9
24. ↑  He 11. 11
25. ↑  Gn 11. 19
26. 1 2 3  Meguillah, 14.4
27. ↑  Bereshit Rabba 40,4
28. ↑  Sanhédrin 39b
29. ↑  Bava Batra 58a
30. ↑  Bereshit Rabba 60,16
31. ↑  PdRE 36
32. ↑  Bereshit Rabba 45,1
33. ↑  Bereshit Rabba 47,2
34. ↑  Gn 21,4.